# Medalhistas olímpicos da escalada esportiva

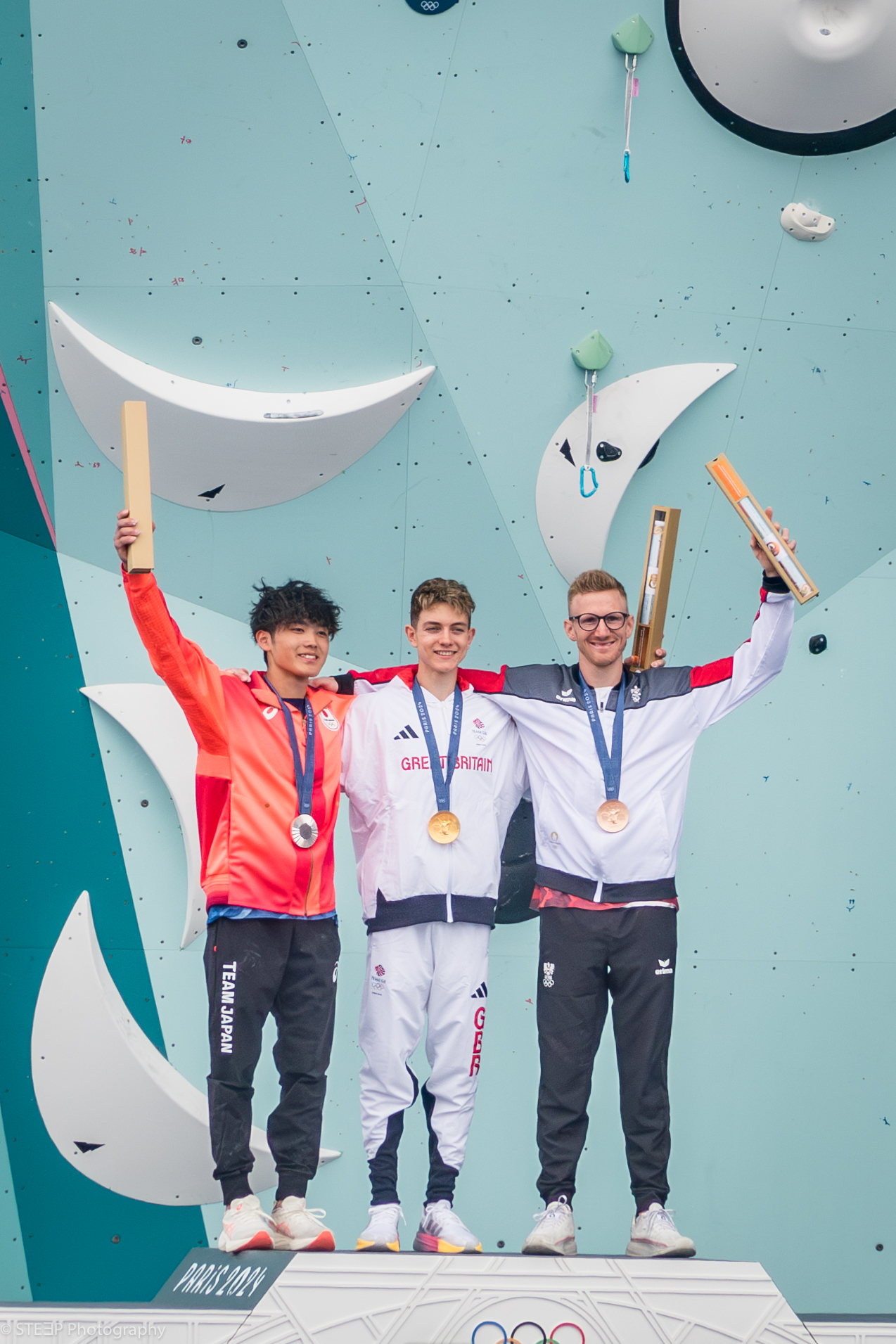
Medalhistas do combinado masculino em Paris 2024.

Segue a lista dos medalhistas olímpicos da escalada esportiva:

## Masculino

### Combinado
| Evento                | Ouro                            | Prata                                | Bronze                     |
| --------------------- | ------------------------------- | ------------------------------------ | -------------------------- |
| Tóquio 2020 detalhes  | Alberto Ginés López ESP Espanha | Nathaniel Coleman USA Estados Unidos | Jakob Schubert AUT Áustria |
| Paris 2024 (detalhes) | Toby Roberts GBR Grã-Bretanha   | Sorato Anraku JPN Japão              | Jakob Schubert AUT Áustria |

### Velocidade
| Evento                | Ouro                           | Prata             | Bronze                        |
| --------------------- | ------------------------------ | ----------------- | ----------------------------- |
| Paris 2024 (detalhes) | Veddriq Leonardo INA Indonésia | Wu Peng CHN China | Sam Watson USA Estados Unidos |

## Feminino

### Combinado
| Evento                 | Ouro                         | Prata                              | Bronze                   |
| ---------------------- | ---------------------------- | ---------------------------------- | ------------------------ |
| Tóquio 2020 (detalhes) | Janja Garnbret SLO Eslovênia | Miho Nonaka JPN Japão              | Akiyo Noguchi JPN Japão  |
| Paris 2024 (detalhes)  | Janja Garnbret SLO Eslovênia | Brooke Raboutou USA Estados Unidos | Jessica Pilz AUT Áustria |

### Velocidade
| Evento                | Ouro                            | Prata                 | Bronze                         |
| --------------------- | ------------------------------- | --------------------- | ------------------------------ |
| Paris 2024 (detalhes) | Aleksandra Mirosław POL Polônia | Deng Lijuan CHN China | Aleksandra Kałucka POL Polônia |